# Melanisme

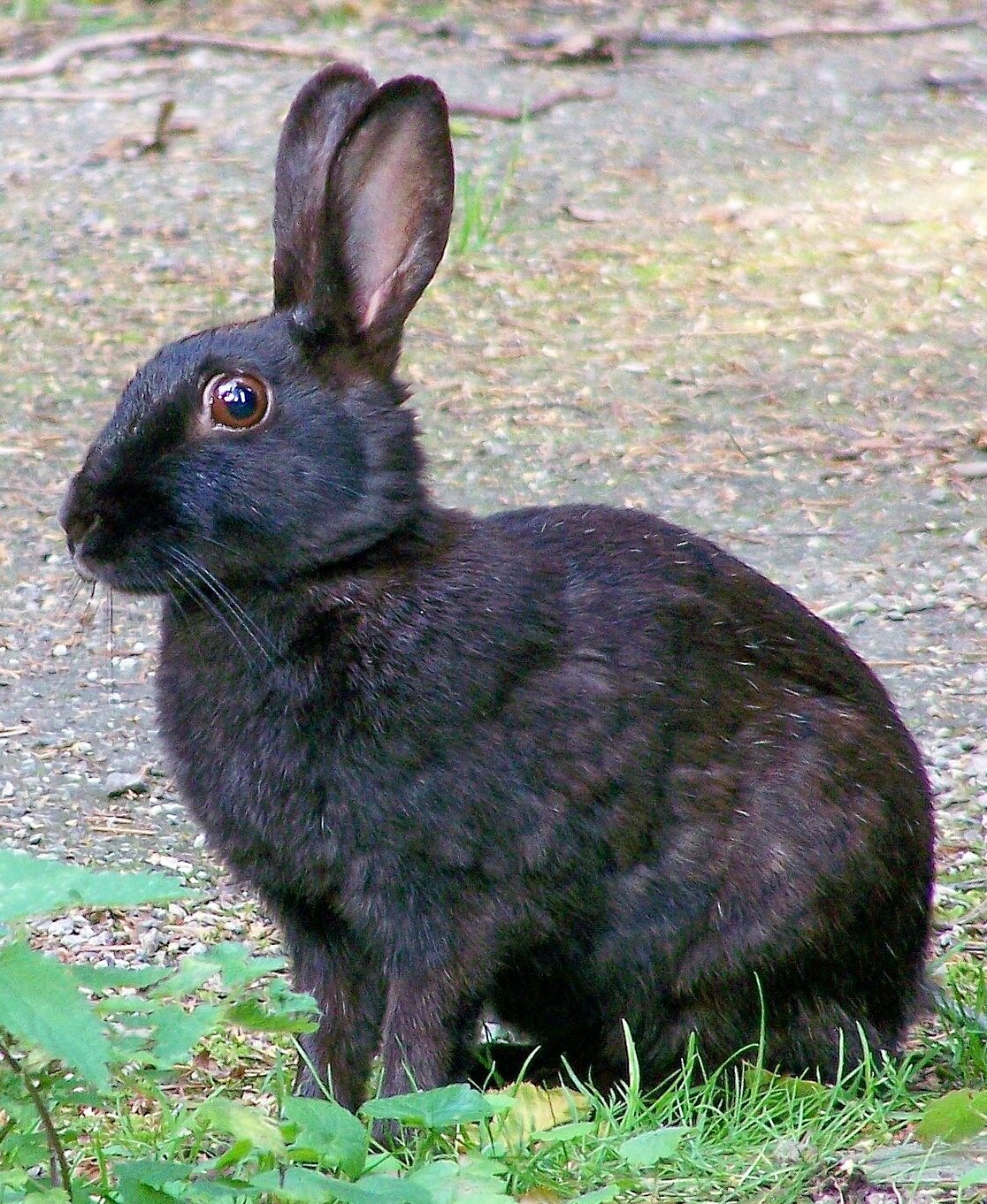
Oryctolagus cuniculus negre.

El  melanisme  és un excés de pigmentació fosca en un animal, població o grup, la qual cosa es tradueix en un ennegriment de la pell. Un exemple típic és la 'pantera negra': un lleopard o jaguar amb pelatge completament negre.
És freqüent que a causa d'un increment de l'activitat industrial, i amb ella dels fons foscos, augmentin les formes fosques o melàniques i disminueixin les formes clares, a causa del millor camuflatge que ofereixen les primeres. Aquest fenomen s'anomena melanisme industrial.

## Genètica del melanisme
Mutacions en diversos gens, com  MC1R  o  Agouti , poden provocar el melanisme.